# Artūras Radvilas

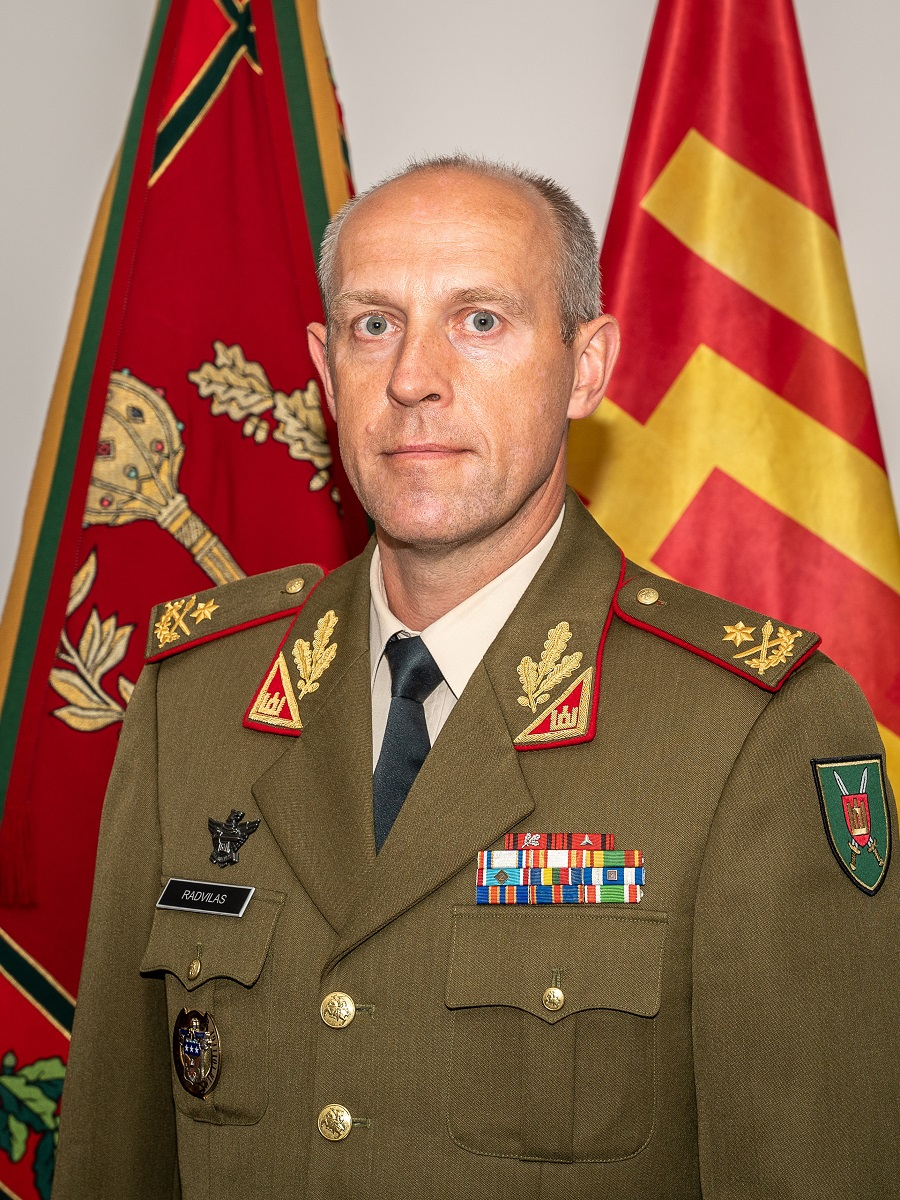
Artūras Radvilas

Artūras Radvilas (* 16. Februar 1973 in Jurbarkas) ist ein litauischer Brigadegeneral. Von Juli 2022 bis August 2025 war er Kommandant des litauischen Heeres und wechselte anschließend als stellvertretender Stabschef zum Multinationalen Korps Nord-Ost.

## Leben
Artūras Radvilas wurde 1973 im Südwesten der damaligen litauischen SSR geboren.

### Militärische Laufbahn
Beförderungen
- Leutnant (1994)
- Oberleutnant (1996)
- Hauptmann (1999)
- Major (2004)
- Oberstleutnant (2012)
- Oberst (2017)
- Brigadegeneral (2021)

Artūras Radvilas begann seinen Dienst im nationalen Verteidigungssystem im Jahr 1992. Er absolvierte die Litauische Militärakademie General Jonas Žemaitis, Kurse auf operativer Ebene am Baltic Defense College in Estland und Kurse auf strategischer Ebene am United States Army War College in den USA. Er wurde für Verdienste mit Medaillen der litauischen Streitkräfte und des litauischen  Verteidigungssystems, der Medaille des Vytis-Kreuzes und dem Ritterkreuz des Ordens des Vytis-Kreuzes ausgezeichnet.
Nach seiner Offiziersausbildung diente Radvilas von 1994 bis 1998 an der Litauische Militärakademie. Danach fand er bis 2003 auf verschiedenen Posten beim Infanteriebataillon Großfürst Algirdas Verwendung.
Von 2004 bis 2007 diente Radvilas im Stab der Infanteriebrigade Geležinis Vilkas. Zwischen zwei Auslandseinsätzen in Afghanistan (2010 & 2012), war er von 2011 bis 2012 als Kommandant des Bataillons Großfürstin Birutė tätig. Nach kurzem Einsatz im Hauptquartier der Landstreitkräfte, diente er von 2016 bis 2019 als Kommandant der Infanteriebrigade Žemaitija. Anschließend fand er von 2019 bis 2022 im Stab der Streitkräfte Verwendung. Am 15. Juli 2022 wurde er zum Befehlshaber des litauischen Heeres ernannt. Auf diesem Posten verblieb er bis zum 4. August 2025, um anschließende als stellvertretender Stabschef zum Multinationalen Korps Nord-Ost zu wechseln.

### Privates
Artūras Radvilas ist verheiratet und Vater von zwei Töchtern. Neben seiner Muttersprache beherrscht er auch Englisch, Russisch, Deutsch und Polnisch.